# Eva Kiedronova
Eva Kiedronova (ur. 13 czerwca 1963 w Trzyńcu) – autorka specjalistycznych publikacji dotyczących rodzicielstwa, a w szczególności opieki nad dzieckiem oraz jego naturalnego, psychomotorycznego rozwoju do 1. roku życia. Stworzyła metody hartowania, masażu, ćwiczeń i pływania z niemowlętami, małymi dziećmi i przedszkolakami.

## Życie prywatne
Urodziła się 13 czerwca 1963 w Trzyńcu. Uczyła się w Średniej Szkole Pielęgniarstwa w Nowym Jiczynie, następnie studiowała na podyplomowym studium w Ostrawie, specjalizacja Fizjoterapia. Ukończyła studia w Akademii Wychowania Fizycznego w Ołomuńcu.

## Kariera zawodowa
Eva Kiedronova jest pierwotnie pielęgniarką rehabilitacji dziecięcej, zawodową pływaczką i ratownikiem wodnym. Od 1989 roku organizuje kursy prawidłowej manipulacji ruchowej z małymi dziećmi, doradza w zakresie rozwoju psychomotorycznego dziecka, ćwiczeń i pływania z noworodkami, niemowlętami i małymi dziećmi, masażu niemowląt i hartowania dzieci od urodzenia. Wspiera edukację specjalistów i rodziców w zakresie rozwoju i opieki nad dziećmi, zgodnie z ich potrzebami, nastrojem oraz psychoruchową dojrzałością.
W 1985 roku jak pierwsza w Czechosłowacji zaczęła rozwijać i propagować ideę pływania noworodków oraz inne działania dla rodziców najmniejszych dzieci. W 1988 nawiązała współpracę z MUDr. Ivou Malou (specjalistką w dziedzinie psychoruchowego rozwoju dziecka). W 1989 roku założyła Baby Club Kenny v Trzyńcu (ukierunkowany na pływanie z dziećmi). W ten sposób Trzyniec stał się pierwszym miastem w Czechosłowacji, gdzie zaczęto pływać z niemowlętami.
W latach 1988–1995 stopniowo organizowała i wprowadzała, wraz z zespołem instruktorów, pływanie niemowląt w czterdziestu dwóch miastach w Czechach i trzech miastach na Słowacji. Obecnie w oparciu o metodologię Evy Kiedronovej pływa niemal cała Czeska Republika.
W 2005 roku wybudowała w Trzyńcu pierwsze, własne centrum przeznaczone do pływania z niemowlętami, maluchami i przedszkolakami pod nazwą Przystań Dzieciństwa. W 2013 roku założyła Czeskie Stowarzyszenie Instruktorów Rozwoju Psychomotorycznego Niemowląt i Małych Dzieci (ČAIPA), pod egidą którego zorganizowała w 2014 roku pierwszą międzynarodową konferencję pt. Znaczenie i sposób pływania niemowląt i małych dzieci w poszczególnych krajach. Udział w niej wzięli przedstawiciele dwudziestu jeden krajów.
W 2013 otworzyła Instytut Edukacji Evy Kiedronovej z.s, którego celem jest edukacja rodziców i profesjonalistów w dziedzinie opieki nad dziećmi.
Promuje edukację rodziców w wychowywaniu poprzez kombinację wykładów, doświadczeń, kursów online i publikacji. W podobny sposób ukierunkowała się na szkolenie specjalistów zagranicą.

### Metodyka zawodowa
Metodyka Evy Kiedronovej opiera się na wzorze rodziców jako głównym faktorze wychowawczym.
Jej metody koncentrują się przede wszystkim na:
- poprawnej manipulacji ruchowej z dzieckiem,
- stymulacji psychomotorycznej rozwoju dziecka do pierwszego roku życia,
- pływaniu niemowląt, małych dzieci i przedszkolaków,
- ćwiczeniu z niemowlętami i małymi dziećmi,
- hartowaniu i masowaniu niemowląt.

Metody przeznaczone są przede wszystkim dla dzieci do 3 roku życia, który to okres Eva Kiedronova uważa za najważniejszy w życiu człowieka.
Zawartością każdej metody jest dokładny opis chwytów, częstych błędów i procedur pracy z dziećmi, zgodnie z ich potrzebami, psychoruchową dojrzałością i samopoczuciem. Dla lepszej komunikacji stworzyła własne nazewnictwo do opisu poszczególnych chwytów.
Metody te mają na celu wspierać zdrowie, właściwy psychoruchowy rozwój i ogólne samopoczucie dziecka we wczesnym wieku.
Metody te dedykowane są przede wszystkim przyszłym rodzicom, rodzicom pierwszego dziecka, a także specjalistom pracującym z najmniejszymi dziećmi lub z rodzicami dzieci do 1 roku życia.
W 1993 roku na międzynarodowym kongresie aktywności wodnych w Buenos Aires w Argentynie jej metodyka "pływania" niemowląt i małych dzieci uzyskała uznanie jako najlepiej opracowanej na świecie.

## Opinie zawodowe
Uważa, że dziecko nie będzie się zachowywać tak jak pragniemy lub od niego stale wymagamy, ale będzie robić dokładnie to, co obserwuje u swoich rodziców.
Na podstawie długoletniego doświadczenia twierdzi, że np. jeśli dziecko nie potrafi pływać, wynika to często z faktu, że zaobserwowało strach z wody u rodziców. Odwrotnie – jeśli rodzice lubią wodę i często z dzieckiem pływają wtedy i ono reaguje podobnie.

## Publikacje
- Jak się rodzą wodne dzieci (1991) – książka i film, wydawnictwo Salvo
- Hartowanie najmłodszych (1992) – broszura
- Czułe ramiona rodziców (2004) – książka, plakat i DVD, wydawnictwo Grada, ISBN 80-247-1210-5[11]
- Rozwijaj się, dzieciątko ...  (2010) – książka, broszura i plakat, wydawnictwo Grada, ISBN 978-80-247-3744-7
- Jak się rodzą wodne dzieci, 1. część (2012) – książka, broszura i DVD, wydawnictwo Grada, ISBN 978-80-247-4667-8